# パイオニア (マジック:ザ・ギャザリング)
パイオニア（Pioneer）はマジック:ザ・ギャザリングの大会ルール（フォーマット）のひとつ。

## 解説
パイオニアでは基本セット2014以降の全ての基本セット、及び「ラヴニカへの回帰」以降に発売された全てのエキスパンションに収録されているカードが使用可能である。
古いカードが使えなくなっていく「ローテーション」は存在しない。カードプールの広さではモダンとスタンダードの中間にあたる。レガシーとスタンダードの間を埋めるものとして作られたモダンだが、新セットが発売されカードプールが増えるに連れて当初の役割を担えなくなっていったことから、その役割を引き継ぐために制定された。
2019年10月21日の禁止改訂とともに発表された。制定当初は「タルキール覇王譚」に収録されていた友好色フェッチランド5種類のみが禁止されていたが、制定後2019年内は毎週禁止改訂を行い、その後は他のフォーマットと同じく不定期に禁止改訂が行われている。
『MTGアリーナ』では将来的にパイオニアを実装するための繋ぎとして、「エクスプローラー」というフォーマットが2022年に制定された。

## 禁止カード
2023年12月現在、以下のカードが禁止カードとして指定されている。
- アマリア・べナヴィデス・アギーレ/Amalia Benavides Aguirre
- 欄干のスパイ/Balustrade Spy
- 血染めのぬかるみ/Bloodstained Mire
- 表現の反復/Expressive Iteration
- 守護フェリダー/Felidar Guardian
- 死者の原野/Field of the Dead
- 溢れかえる岸辺/Flooded Strand
- 地質鑑定士/Geological Appraiser
- 真実を覆すもの/Inverter of Truth
- 湧き出る源、ジェガンサ/Jegantha, the Wellspring
- 大いなる創造者、カーン/Karn, the Great Creator
- 隠された手、ケシス/Kethis, the Hidden Hand
- 豊穣の力線/Leyline of Abundance
- 夢の巣のルールス/Lurrus of the Dream-Den
- 運命のきずな/Nexus of Fate
- 王冠泥棒、オーコ/Oko, Thief of Crowns
- むかしむかし/Once Upon a Time
- 汚染された三角州/Polluted Delta
- 傲慢な血王、ソリン/Sorin, Imperious Bloodlord
- 時を解す者、テフェリー/Teferi, Time Raveler
- 地底街の密告人/Undercity Informer
- 死の国からの脱出/Underworld Breach
- 自然の怒りのタイタン、ウーロ/Uro, Titan of Nature's Wrath
- 夏の帳/Veil of Summer
- 歩行バリスタ/Walking Ballista
- 荒野の再生/Wilderness Reclamation
- 吹きさらしの荒野/Windswept Heath
- 軍団のまとめ役、ウィノータ/Winota, Joiner of Forces
- 樹木茂る山麓/Wooded Foothills